# Appeville-Annebault

Appeville-Annebault este o comună în departamentul Eure, Franța. În 1 ianuarie 2022 avea o populație de 996 de locuitori.